# Isela
Isela là một chi nhện trong họ Mysmenidae.